# Abu-Ishaq Jamal-ad-Din
Abu-Ishaq Jamal-ad-Din (Abu Ishaq Indju Djamal al-Din Xah Xaykh Abu Ishaq ibn Mahmud Xah Indju) fou un governant del Fars, Iraq Adjemí (Esfahan) i part del sud de l'Iran del 1343 al 1354 probablement amb el títol de sultà o xa (shah), però inicialment com a amir.
Era fill de Sharaf al-Din Mahmud Shah ibn Muhammad Indju, el governador de Fars sota el darrer Il-khan Sultan Abu Said Bahadur Khan, a la mort del qual el 1335, Sharaf al-Din i tres dels seus fills van morir en les lluites pel poder que van durar set anys entre els fills de Sharaf al-Din, els Cobànides, els Djalayàrides (Shaykh Hasan-i Buzurg Ilkhani) i els muzaffàrides (Amir Mubariz al-Din Muhammad de Yadz).
Mort el seu pare, va lluitar a les ordes del seu germà Djalal al-Din Masud Shah que el 1336 el va enviar a conquerir Yadz i Kirman però l'expedició, mal preparada, fou un fracàs i un inici de lluita amb Mubariz al-Din Muhammad a les portes de Yadz fou aturada per la mediació dels notables locals.
Després de la conquesta de Siraz pel cobànida Pir Husayn el 1340 aquest va compensar l'ajut del muzaffàrida Mubariz al-Din Muhammad, amb la cessió de Kirman. Abu Ishak fou instal·lat com a governant local d'Esfahan (1340) per servir de fre a una possible expansió muzaffàrida cap a l'oest.
Pir Husayn només va governar dos anys a Shiraz. Passat aquest temps, vers el 1342, Abu Ishak es va aliar al seu germà Djalal al-Din Masud Shah pretendent del Fars, i a membres dissidents de la família Cobànida, i va conspirar per recuperar Fars (i per venjar la mort del seu germà Amir Muhammad que havia estat executat pel cobànida Pir Husayn el 1339); el seu aliat cobànida fou Malik Ashraf ibn Timurtash ibn Coban, cosí de Pir Husayn i germà de l'ara governant a Tabriz, Hasan Kücük. Reunits els aliats a Esfahan el 1342 van derrotar Pir Husayn que al no estar segur de les lleialtats amb les quals podia comptar entre els feudataris a Fars i Yadz, va fugir cap a Tabriz on el seu cosí Hasan Kücük el va fer matar. Mentre Masud Indju, amb el suport d'un comandant cobànida de nom Yaghi Basti (que era l'oncle de Malik Ashraf ibn Timurtash i també oncle de Hasan Kücük de Tabriz) van avançar cap a Shiraz que va quedar en poder de Malik Ashraf, acampant a la vora de la ciutat.
Però Abu Ishak d'Esfahan va poder entrar a la ciutat, i va tancar les portes al fins llavors aliat; llavors es van presentar Masud Shah i Yaghi Basti i Abu Ishak va renunciar a governar Shiraz i es va retirar cap a Shabankara, a l'est de Shiraz. Aquesta retirada es devia principalment al fet que el seu germà era més popular a Shiraz (que havia governat abans durant algunes temporades i era considerat el legítim successor del seu pare Sharaf al-Din Mahmud Shah) i ara tenia el suport dels dos cobànides.
Unes setmanes després Yaghi Basti va fer matar Masud Shah que nominalment era el seu superior. Va esclatar una revolta popular a Shiraz que va durar vint dies (enfrontant-se bandes ciutadanes partidàries d'un o altra), i el general cobànida va quedar assetjat a la seu del governador; la revolta estava instigada per Abu Ishak, els partidaris del qual finalment van dominar la ciutat mercès a l'ajut del cap local del barri de Kazerun, que va empènyer fora de la ciutat a Yaghi Basti i els seus homes i va posar fi a la lluita.
L'any següent Yaghi Basti i el seu nebot Malik Ashraf es van reunir i van atacar Shiraz amb el suport del muzaffàrida Muhammad de Yadz. Van conquerir Abarkuh (amb suport muzaffàrida), on van massacrar als seus habitants, però abans d'aconseguir el seu objectiu va arribar la notícia de la mort de Hasan Kücük, i la campanya es va abandonar. Els dos cobànides van retornar a Tabriz i Muhammad va tornar a Yadz deixant a Abu Ishak en el poder a Siraz i Fars, a Esfahan i a la costa del golf. En els cinc anys anterior Fars va canviar vuit vegades de mans i havien mort el seu pare i tres dels seus germans, mentre al bàndol cobànida havien mort Pir Husayn i després va morir Yaghi Basti (en lluites internes contra Malik Ashraf, pel poder).
Abu Ishak va passar d'amir vassall a sultà. Va encunyar monedes i va llegir la khutba en nom propi. El sultanat indjúida fou un dels sis estats successors del kanat ilkhànida (els altres foren els muzaffàrides de Kirman i Yedz, els djalayàrides de l'Iraq i Kurdistan, els sarbadars de Sabzebar a l'oest del Khurasan, els cobànides de l'Azerbaidjan i els Karts a Herat i nord-est de Pèrsia. Fou un governant just i protector de la literatura i les arts, però va estar constantment en guerra amb Muhammad ibn Muzaffar de Kirman. Inicialment Abu Ishak va negociar (1344) la pau amb Muhammad ibn Muzaffar de Yadz i sembla que finalment fou acordada, el que consolidava a la dinastia indjúida a Fars, però la guerra es va iniciar el 1345 quan Abu Ishak va decidir passar a l'ofensiva contra els muzaffàrides potser reivindicant Kirman que el seu pare Sharaf al-Din havia governat quan els muzaffàrides només eren vigilants de ruta a Maybod prop de Yadz; la campanya (dues expedicions dins aquest any) no fou afortunada i en una de les dues va morir el ministre Shams al-Din Sayen Gahzi Semnani. El 1346 va encoratjar la revolta de les tribus mongoles del Kirman contra Amir Muhammad. Repetidament va atacar Kirman i Yadz però sempre va fracassar. El 1350 va assetjar Yadz però no la va poder conquerir tot i que els habitants es van veure abocats al canibalisme; el darrer atac a Kirman fou el 1352, en el qual van morir uns quants dels seus generals o caps militars sense cap resultat favorable. La guerra ofensiva es va perllongar set anys (1345-1352); el botí de la greu derrota prop de Kirman del 1352 va finançar el 1353 la contraofensiva muzaffàrida.
Els indjúides es van retirar el 1352, però els muzaffàrides, que protestaven per la violació per vuit vegades dels tractats, ja estaven preparant una ofensiva. El 1353 Muhammad, va designar al seu fill Shah Shudja com successor, i va reunir les seves forces amb les del seu fill Sharaf al-Din Muzaffar que governava Yadz. Llavors va iniciar l'avanç cap a Siraz; Abu Ishak va enviar a l'erudit Aziz al-Din Abd al-Rahman Idji en missió de pau però les converses no van reeixir. Abu Ishak va sortir de Shiraz amb les seves forces i es va dirigir a Pol-i Fasa a uns 25 km al sud-est però en veure l'enemic i sense ganes de lluitar, es va retirar a Shiraz. Aquesta ciutat fou assetjada durant sis mesos durant els quals Abu Ishak estava quasi sempre borratxo per què no volia saber que passava, i va perdre a dos dels seus consellers principals i finalment el fill d'un cap del barri (kolu) de Murdestan, Kalu Umar, que temia per la seva vida, va obrir la porta occidental (Bayza) i va permetre l'accés als muzaffàrides (1353). Muhammad era un home auster i determinat que havia heretat el coratge del seu pare i durant el setge de Shiraz es va revoltar un vassall seu, Madj al-Din Bandamiri, i va assaltar la seva fortalesa i va matar tota la família incloent un fill de 7 anys que va matar personalment; ni la mort d'un fill durant el setge, ni una malaltia que va patir, el van dissuadir de canviar el camí traçat.
Abu Ishak va fugir al darrer moment i es va refugiar a l'oest a la fortalesa de Kalat Safid (Kale-i Sefid), on fou també atacat i va fugir a Esfahan. El 1354 Muhammad es va dirigir contra Abu Ishak que era a Esfahan i va deixar al seu nebot Shah Sultan a Shiraz i al seu fill Shah Shudja a Kirman i va dirigir el gruix de les seves forces a Esfahan. Aprofitant aquest moment les forces d'Abu Ishak a Shulistan, regió situada al nord-est de Kazerun, van atacar Shiraz on els habitants pro indjúides van obrir una de les portes i van deixar entrar als atacants que van ocupar la residència de Shah Sultan. Per un moment Abu Ishak tornava a ser amo de la ciutat; els enemics dels indjúides es concentraven al barri de Mardestan i van fer front als atacants. Shah Shudja va anar a la ciutat amb les seves forces, i va entrar des del nord (Porta d'Istakhr) i es va lliurar una batalla de carrer en la qual els injúides foren expulsats; els habitants del barri de Kazerun i els shulistanites van lluitar en aquesta zona fins que el barri fou destruït.
El 1357 les forces de Muhammad entraven finalment a Esfahan i feien presoner a Abu Ishak que van enviar a l'emir que era a Shiraz. Davant d'una assemblea de jutges i nobles es va decidir la seva execució de la que fou encarregat Amir Kutb al-Din, fill d'un cap de barri executat pel sultà indjúida, que la va complir el maig del 1358.
Molts dels millors edificis de Shiraz són construccions d'Abu Ishak entre els quals el Koda-kana o Dar al-masahef (també Dar al-mashaf, o Biblioteca de l'alcorà) annex a una mesquita del segle ix (Masjid-i jama-i Atiq) que tenia un alcorà manuscrit pels companys del Profeta. Una imitació de la Tak-i Kesra sassànida de Ctsesifon (que no es va conservar); diversos edificis notables tampoc s'han conservat.